# Gamze Özçelik

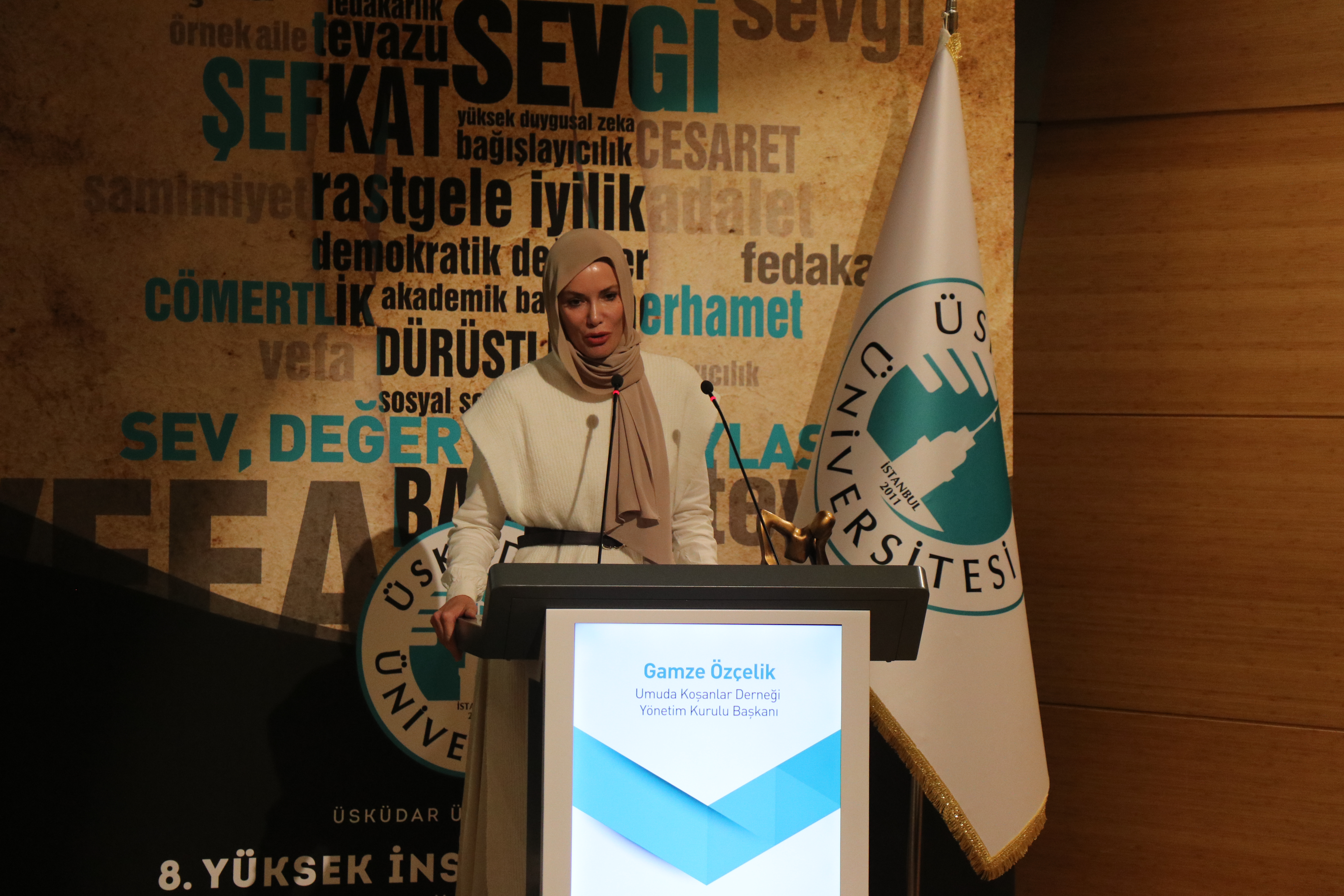
Gamze Özçelik

Gamze Özçelik (anhörenⓘ; * 26. August 1982 in Istanbul) ist eine türkische Schauspielerin und Model.
Sie studierte an der Maltepe Anatolien Schule, danach besuchte sie die İstanbul Bilgi Üniversitesi. Gamze war auch ein Mitglied der türkischen Version von Popstars, Popstar 1 und danach auch bei Turkstar.
Im Jahre 1999 wurde Özçelik bei dem Elite Model Look İpek mit der Krone gekrönt. Im Jahre 2000 wurde sie zweite bei der Miss-Turkey-Wahl. Sie spielte in verschiedenen Fernsehserien mit.
Im Jahr 2017 gründete sie die Wohltätigkeitsorganisation „Umuda Koşanlar“.

## Privates
Seit Juni 2024 ist sie mit dem australischen Schauspieler Reshad Strik zusammen. Das Paar heiratete am 9. Juni 2024 in Istanbul.

## Filmografie

### Filme
- 2004: Diebstahl alla turca (Hırsız var!)

### Serien
- 2001–2003: Tatlı hayat
- 2001: Cinlerle Periler
- 2003–2004: Serseri
- 2005: Savcının Karısı
- 2005–2006: Düşler ve Gerçekler
- 2006–2009: Arka Sokaklar
- 2011: Canan
- 2011: Arka Sokaklar (Zeynep)
- 2013: Fatih
- 2013: Böyle Bitmesin
- 2018: Mehmetçik Kut'ül Amare